# Moon Safari (band)

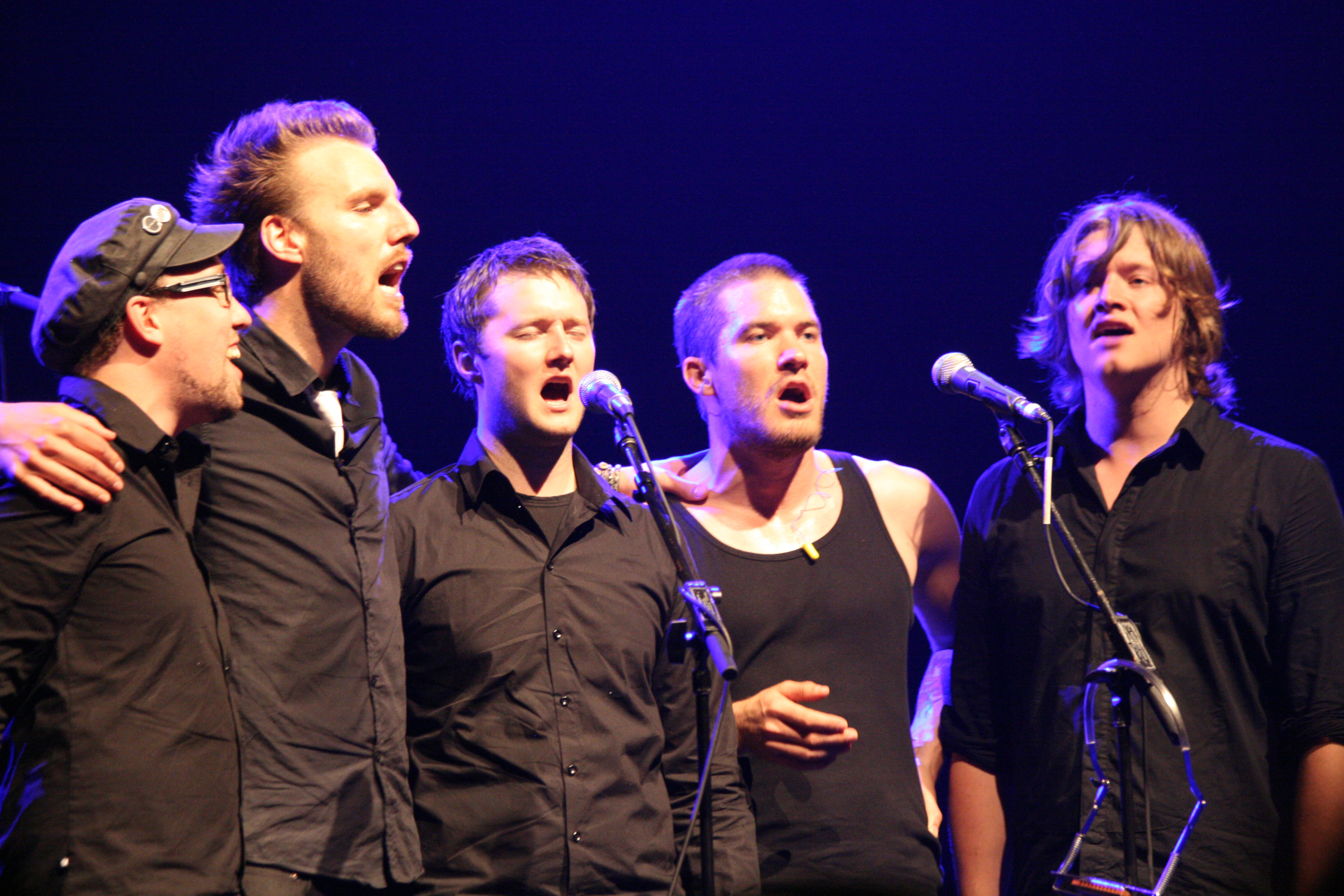
Moon Safari in 2009

Moon Safari is een Zweedse band, die muziek maakt binnen het genre progressieve rock en met name de retroversie daarvan, symfonische rock. De band is opgericht in 2003; de band komt uit de buurt van Skellefteå.

## Discografie
- 2004: A Doorway to Summer
- 2008: Blomljud (geluid van bloemen)
- 2010: Lover's End
- 2012: The Gettysburg Address
- 2013: Lover’s End part 3
- 2013: Himlabacken, volume 1
- 2014: Live in Mexico
- 2023: Himlabacken, volume 2